# 華夏鳥屬
華夏鳥屬（意為「契丹的鳥」。其中「契丹」是中世紀歐洲對中國的稱謂）是屬於反鳥亞綱的原始鳥類，在反鳥類中是演化程度較高的成員，其體型相當於現今中小型的雀鳥（估計體長約13公分。由於尚未發現保有尾羽的化石，因此尾羽長度不列入估計），生存於白堊紀前期的東亞，已知的化石皆發現於中國北部。
華夏鳥屬目前共有三個物種，分別是發現於遼寧朝陽波羅赤鎮的燕都華夏鳥（模式種，C. yandica）與異常華夏鳥（C. aberransis?），以及於內蒙古鄂托克旗烏蘭鎮被發現的查布華夏鳥（C. chabuensis?）。燕都華夏鳥和異常華夏鳥的化石皆出土自早白堊世晚期的九佛堂組地層，年代相當於距今約1億2000萬年前的阿普第階；查布華夏鳥的化石則來自同屬於早白堊世晚期的涇川組下部地層，年代亦為阿普第階。該屬除了燕都華夏鳥外，其餘兩個物種的有效性迄今皆仍有爭議。

## 特徵

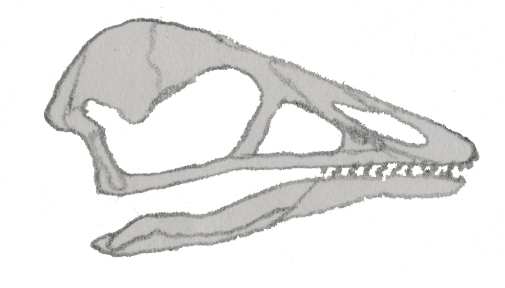
燕都華夏鳥的頭骨

華夏鳥的體型較中國鳥為大，第一指較短及直，其上的爪也較長。模式種是燕都華夏鳥 ，其他物種有異常華夏鳥及查布華夏鳥，但華夏鳥的分類卻受到質疑。

## 分類
保羅·塞里諾（Paul Sereno）等人曾認為華夏鳥只是中國鳥的次異名。它們之間的特徵非常相似，而且同樣擁有尾綜骨的獨有衍徵。但是後來的研究卻確立了華夏鳥與中國鳥的不同，其翼爪和手指、臀骨及尾綜骨的大小也有分別。

## 外部連結
- 燕都華夏鳥的化石 （页面存档备份，存于）